# Mallinus nitidiventris
Mallinus nitidiventris là một loài nhện trong họ Zodariidae.
Loài này thuộc chi Mallinus. Mallinus nitidiventris được Eugène Simon miêu tả năm 1893.